# Sognocalanus confertus
Sognocalanus confertus is een eenoogkreeftjessoort uit de familie van de Spinocalanidae. De wetenschappelijke naam van de soort is voor het eerst geldig gepubliceerd in 1967 door Fosshagen.